# Соломін Василь Анатолійович
 Васи́ль Анато́лійович Соло́мін (*5 січня 1953, Перм — †28 грудня 1997, там само) — радянський боксер. Представник давнього російського роду Соломіних.[джерело?] Перший радянський чемпіон світу з боксу (Гавана, 1974). Заслужений майстер спорту СРСР.

## Аматорська кар'єра
1972 року став чемпіоном Європи серед юніорів. Того ж року взяв участь в Олімпійських іграх 1972 в категорії до 54 кг, де переміг Чарндей Верапол (Таїланд) і Маріана Лазара (Румунія), а у чвертьфіналі програв Рікардо Каррерасу (США) — 2-3.
На чемпіонаті Європи 1973 в категорії до 60 кг програв у другому бою Симіону Куцову (Румунія).
На чемпіонаті світу 1974 завоював золоту медаль.
- В 1/16 фіналу переміг Йохена Бахфельда (НДР) — TKO 1
- В 1/8 фіналу переміг Андраша Ботоша (Угорщина) — PTS
- У чвертьфіналі переміг Петера Гесса (ФРН) — TKO 2
- У півфіналі переміг Луїса Ешайде (Куба) — PTS
- У фіналі переміг Симіона Куцова (Румунія) — TKO 2

На Олімпійських іграх 1976 завоював бронзову медаль.
- В 1/16 фіналу переміг Одда Ганса Генрік Палма (Данія) — 5-0
- В 1/8 фіналу переміг Богдана Гайда (Польща) — 5-0
- У чвертьфіналі переміг Андраша Ботоша (Угорщина) — 5-0
- У півфіналі програв Симіону Куцову (Румунія) — 0-5

1977 року під час підготовки до чемпіонату Європи порушив спортивний режим (запізнився в табір до відбою), що призвело до конфлікту та бійки з головним тренером А. Кисельовим. Соломін був виключений зі складу збірної СРСР, яка змушена була брати участь у чемпіонаті Європи без боксера легкої ваги.